# Sparrojaureh
Sparrojaureh är en sjö i Kiruna kommun i Lappland och ingår i Torneälvens huvudavrinningsområde. Sjön har en area på 0,071 kvadratkilometer och ligger 527,2 meter över havet. Sparrojaureh ligger i Torneträsk-Soppero fjällurskog Natura 2000-område. Sjön avvattnas av vattendraget Vuolusjåkka (Räskajåkka).

## Delavrinningsområde
Sparrojaureh ingår i det delavrinningsområde (756725-169285) som SMHI kallar för Inloppet i Alep Vuolusjaure. Medelhöjden är 529 meter över havet och ytan är 45,85 kvadratkilometer. Det finns inga avrinningsområden uppströms utan avrinningsområdet är högsta punkten. Vuolusjåkka (Räskajåkka) som avvattnar avrinningsområdet har biflödesordning 2, vilket innebär att vattnet flödar genom totalt 2 vattendrag innan det når havet efter 405 kilometer. Avrinningsområdet består mestadels av skog (84 procent) och kalfjäll (11 procent). Avrinningsområdet har 0,76 kvadratkilometer vattenytor vilket ger det en sjöprocent på 1,7 procent.